# گنجشکچه‌ها
گنجشکچه‌ها (نام علمی: Passerculus) نام یک سرده از تیره زردپره‌ایان است.